# Hideto Suzuki
Hideto Suzuki (jap. 鈴木 秀人, Suzuki Hideto; * 7. Oktober 1974 in Hamamatsu) ist ein ehemaliger japanischer Fußballspieler.

## Nationalmannschaft
1997 debütierte Suzuki für die japanische Fußballnationalmannschaft. Mit der japanischen Nationalmannschaft qualifizierte er sich für die Olympischen Spiele 1996.

## Errungene Titel
- J. League: 1997, 1999, 2002
- Kaiserpokal: 2003
- J. League Cup: 1998

## Persönliche Auszeichnungen
- J. League Best Eleven: 2002